# Toshiaki Tanaka
Toshiaki Tanaka (jap. 田中利明 Tanaka Toshiaki); ur. 24 lutego 1935, zm. 6 lutego 1998 - japoński tenisista stołowy, pięciokrotny mistrz świata. 
Dziewięciokrotny medalista mistrzostw świata. Trzykrotnie zdobywał złoto drużynowo i dwa razy indywidualnie. Był dwukrotnym wicemistrzem Igrzysk Azjatyckich 1958 w Tokio (w grze mieszanej i drużynowo).